# Lasioglossum lieftincki
Lasioglossum lieftincki là một loài Hymenoptera trong họ Halictidae. Loài này được Michener mô tả khoa học năm 1980.